# Бібешть
Бібешть, Бібешті (рум. Bibești) — село у повіті Горж в Румунії. Входить до складу комуни Сеулешть.
Село розташоване на відстані 209 км на захід від Бухареста, 33 км на південний схід від Тиргу-Жіу, 56 км на північний захід від Крайови.

## Населення
За даними перепису населення 2002 року у селі проживали 803 особи, усі — румуни. Усі жителі села рідною мовою назвали румунську.